# Ranunculus banguoensis
Ranunculus banguoensis L. Liou – gatunek rośliny z rodziny jaskrowatych (Ranunculaceae Juss.). Występuje endemicznie w Chinach, w południowo-zachodniej części prowincji Qinghai oraz w południowo-zachodnim Tybecie. 

## Morfologia
PokrójBylina o lekko owłosionych pędach. Dorasta do 5–10 cm wysokości.
LiścieSą trójdzielne. Mają owalnie romboidalny kształt. Mierzą 1–2,5 cm długości oraz 0,5–1,5 cm szerokości. Są skórzaste. Ogonek liściowy jest mniej lub bardziej owłosiony i ma 0,5–1,5 cm długości.
KwiatySą pojedyncze. Pojawiają się na szczytach pędów. Mają żółtą barwę. Dorastają do 8–16 mm średnicy. Mają 5 eliptycznych lub owalnych działek kielicha, które dorastają do 3–6 mm długości. Mają 7 owalnych płatków o długości 5–9 mm.

## Biologia i ekologia
Rośnie na łąkach. Występuje na wysokości od 4900 do 5400 m n.p.m. Kwitnie od czerwca do lipca.